# Lycée Saint-Louis

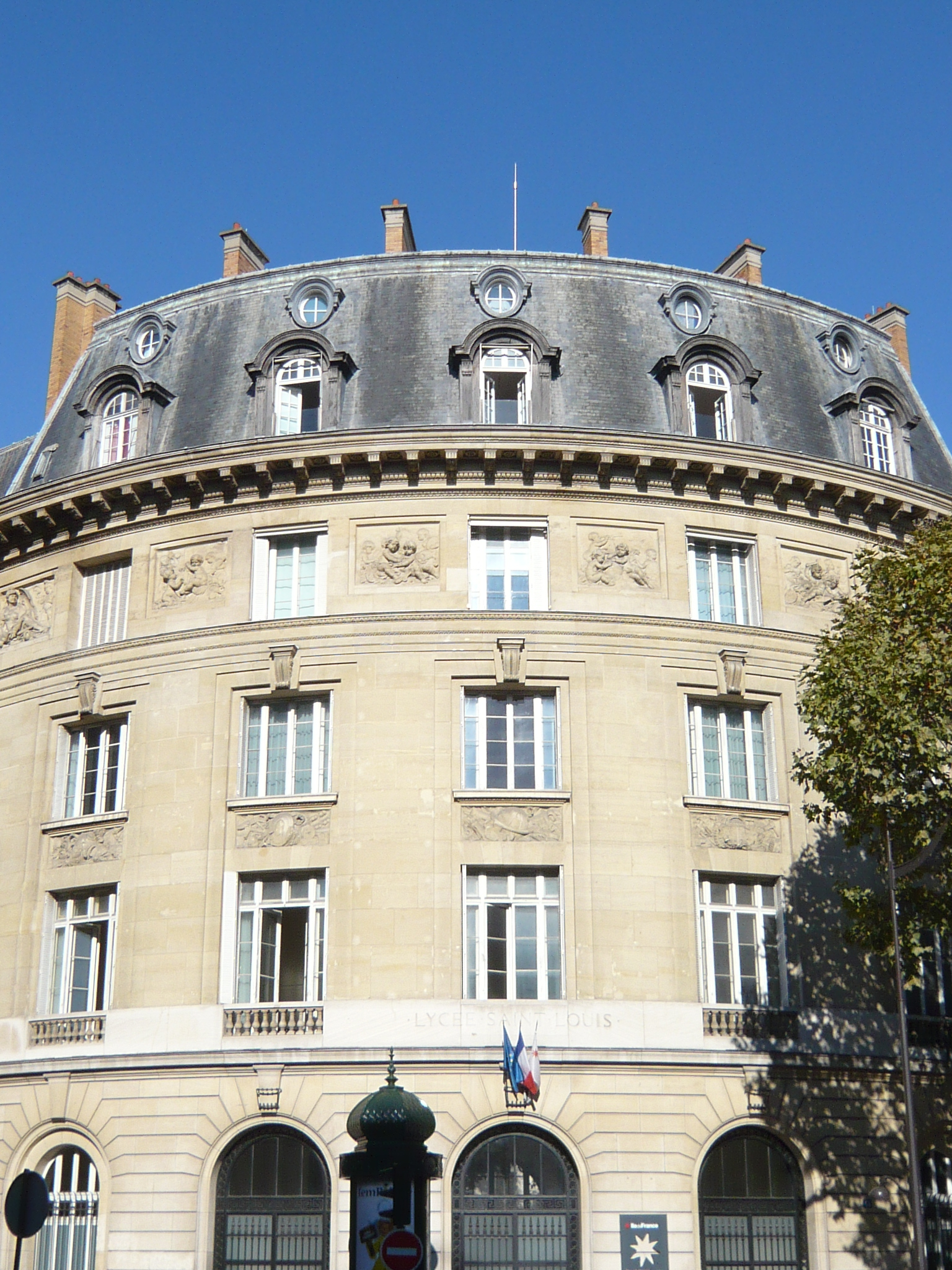
Haupteingang des Lycée Saint-Louis, Paris VIe

Das Lycée Saint-Louis im Pariser Quartier Latin (im 6. Arrondissement) ist eines der traditionsreichsten Gymnasien der Hauptstadt. Im Unterschied zum Gros der anderen Gymnasien führt es seit 1969 nur Classes préparatoires (Vorbereitungsklassen), und zwar solche, in denen ausgewählte Abiturienten zwei Jahre lang für die Aufnahmeprüfungen (concours) verschiedener mathematisch, technisch, naturwissenschaftlich und wirtschaftswissenschaftlich ausgerichteter Grandes Écoles vorbereitet werden.
Das Lycée Saint-Louis, wie es seit 1820 heißt, ging hervor aus dem Collège d’Harcourt, einer höheren Lehranstalt mit Internat, die ihrerseits aus einem Wohnheim für unbemittelte Scholaren der Pariser Universität hervorging, das um 1280 von dem normannischen Adeligen und Bischof Raoul d’Harcourt († 1307) gegründet worden war. Im Rahmen dieser Tradition verfügt das Lycée heute über Wohnheimplätze für 356 seiner rund 1300 Schüler.
In den inoffiziellen Ranglisten werden seine Vorbereitungsklassen (zurzeit 13 im ersten Jahr und 17 im zweiten) zu den besten gerechnet, die Frankreich zu bieten hat. Entsprechend versuchen bildungsbeflissene bürgerliche Familien, auch aus der Provinz, ihren Töchtern oder Söhnen den Besuch des Lycée zu ermöglichen, insbesondere dadurch, dass sie sie schon vorher auf Gymnasien mit gutem Ruf schicken und ihnen außerschulische Förderung angedeihen lassen.
Viele bekannte Persönlichkeiten aus Politik, Verwaltung, Wirtschaft, Wissenschaft und Kultur haben das Lycée Saint-Louis und/oder seine Vorbereitungsklassen besucht.

## Geschichte
Im 17. und 18. Jahrhundert war das Collège d’Harcourt eine Hochburg des latent oppositionellen Jansenismus. 1793, zur Revolutionszeit, wurde es geschlossen, 1812 unter Kaiser Napoleon als Kaiserliches Gymnasium wieder eröffnet. 1820, zur Zeit der Restauration, wurde es umbenannt nach König Ludwig IX., dem Heiligen (1214–1270). Das alte Gebäude wurde 1795 abgerissen, das heutige 1814 fertiggestellt. Im 19. Jh. wurde es teilweise als Gefängnis, Kaserne oder Erziehungsanstalt genutzt. In letzter Zeit wurde es aufwendig renoviert.

## Berühmte Schüler
des Collège d’Harcourt:
- Jean Racine, Schriftsteller und Höfling
- Denis Diderot, Schriftsteller und Philosoph
- Charles-Maurice de Talleyrand, Staatsmann
- Marie-Gabriel-Florent-Auguste de Choiseul-Gouffier, Diplomat
- Émile Zola, Schriftsteller
- Louis Pasteur, Biologe
- François Coppée, Dichter, Dramatiker und Romanschriftsteller
- Yves Tanguy, surrealistischer Maler
- Antoine de Saint-Exupéry, Flieger und Schriftsteller
- Claude Simon, Schriftsteller, Nobelpreisträger
- Alain Robbe-Grillet, Schriftsteller und Cineast